# Louesme (Yonne)
Pour les articles homonymes, voir Louesme.
Ne pas confondre avec Louesme en Côte-d'Or
Louesme est une ancienne commune du département de l'Yonne, associée à la commune de Champignelles depuis le 1er janvier 1973 par arrêté préfectoral du 28 décembre 1972.

## Géographie
Louesme est dans l'ouest de l'Yonne à 10 km à l'est du Loiret. Le village se trouve sur la D132 menant à Villiers-Saint-Benoît à l'Est, qui rejoint à l'ouest la D7 de Champignelles à Tannerre-en-Puisaye. Champignelles est à 6 km à l'ouest, Auxerre à 40 km à l'Est avec Toucy en chemin à 15 km. Bléneau, le chef-lieu de canton, est à 19 km au sud-ouest.
Le village est traversé par le ru de Louesme, affluent en rive droite du Branlin lui-même affluent de l'Ouanne, et qui prend naissance vers la Boulinerie sur la commune de Tannerre au sud. Un étang de plus de 3 hectares, à cheval sur les mêmes deux communes, se déverse dans le ru.

## Politique et administration
| Période                                  | Période  | Identité         | Étiquette | Qualité |
| ---------------------------------------- | -------- | ---------------- | --------- | ------- |
|                                          | En cours | Monique KOBYLARZ |           |         |
| Les données manquantes sont à compléter. |          |                  |           |         |

## Démographie
| 1911 | 1921 | 1926 | 1931 | 1936 | 1946 | 1954 | 1962 | 1968 |
| ---- | ---- | ---- | ---- | ---- | ---- | ---- | ---- | ---- |
| 200  | 203  | 188  | 171  | 158  | 135  | 152  | 141  | 129  |

## Lieux et monuments
- L'église Saint-Roch, qui compte des peintures murales de la fin du XIIIe siècle, est inscrite à la liste des monuments historiques depuis 1992[3],[4]. On peut voir sur la photo ci-dessous que la nef n'est pas dans le même alignement que le narthex.
- Le lavoir.

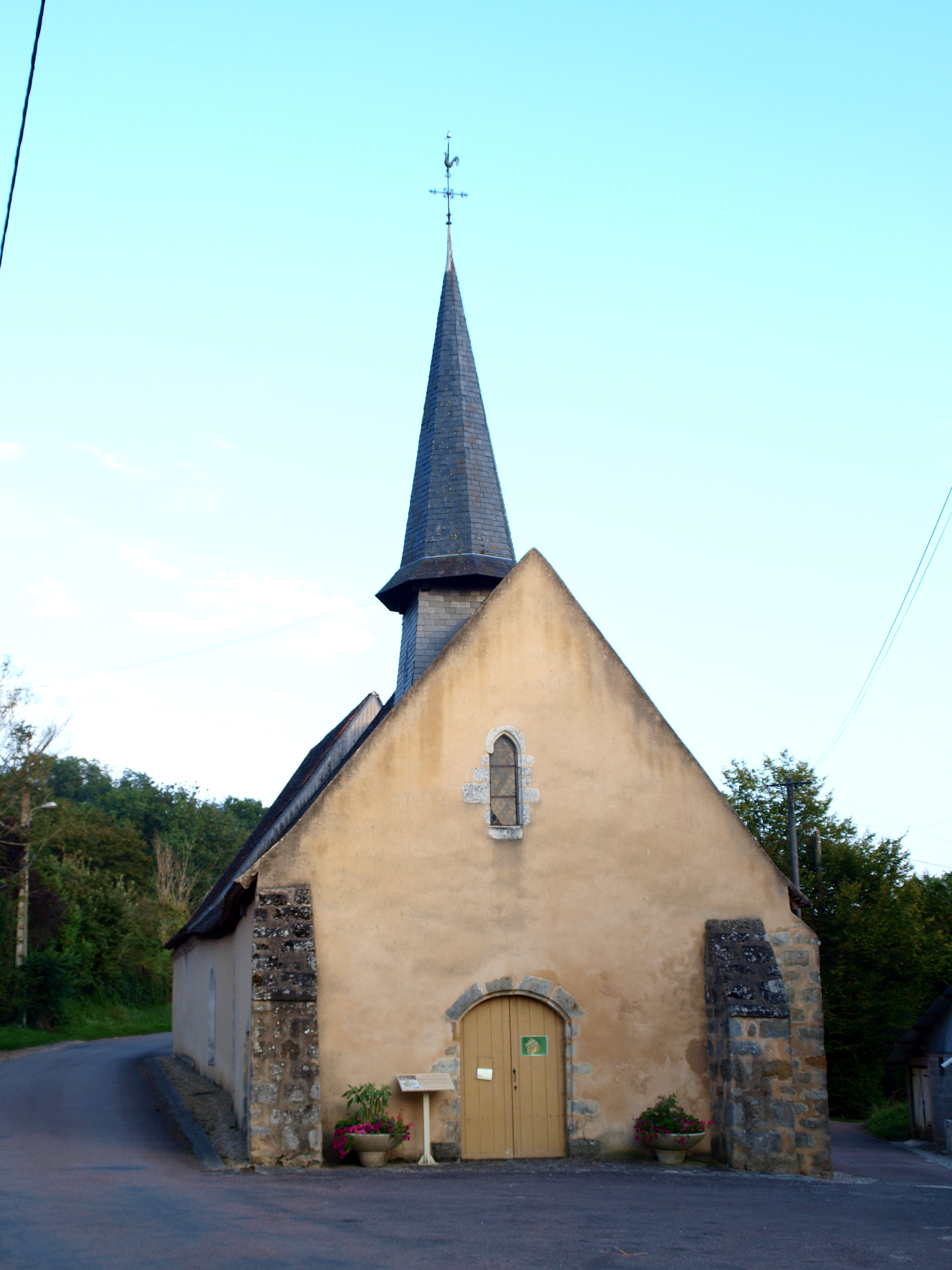
Église Saint-Roch
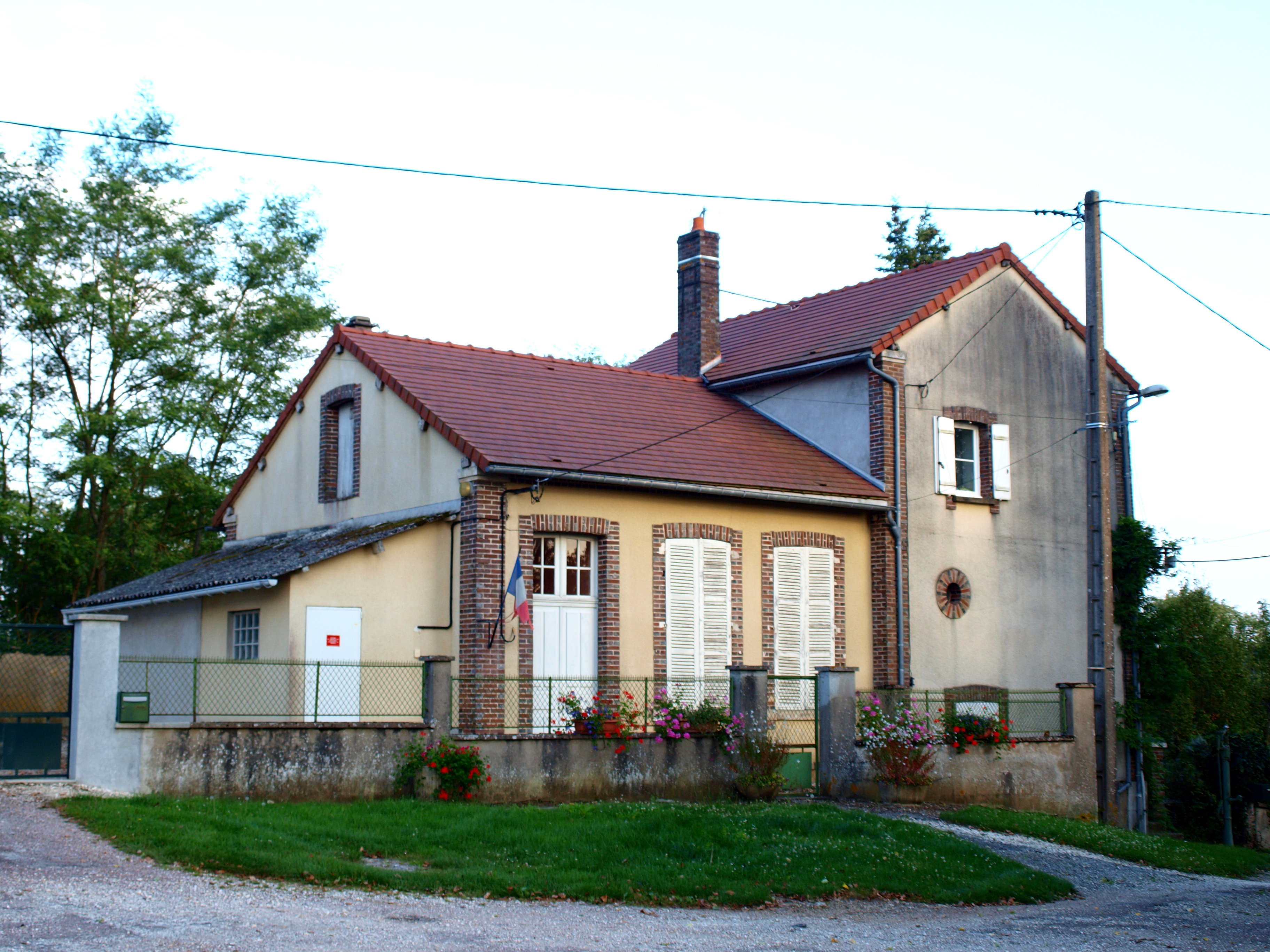
Mairie de Louesme
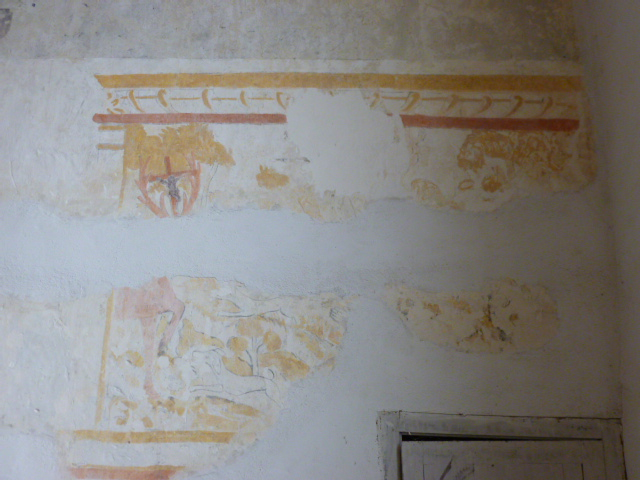
Mural du transept : la légende de Saint-Hubert
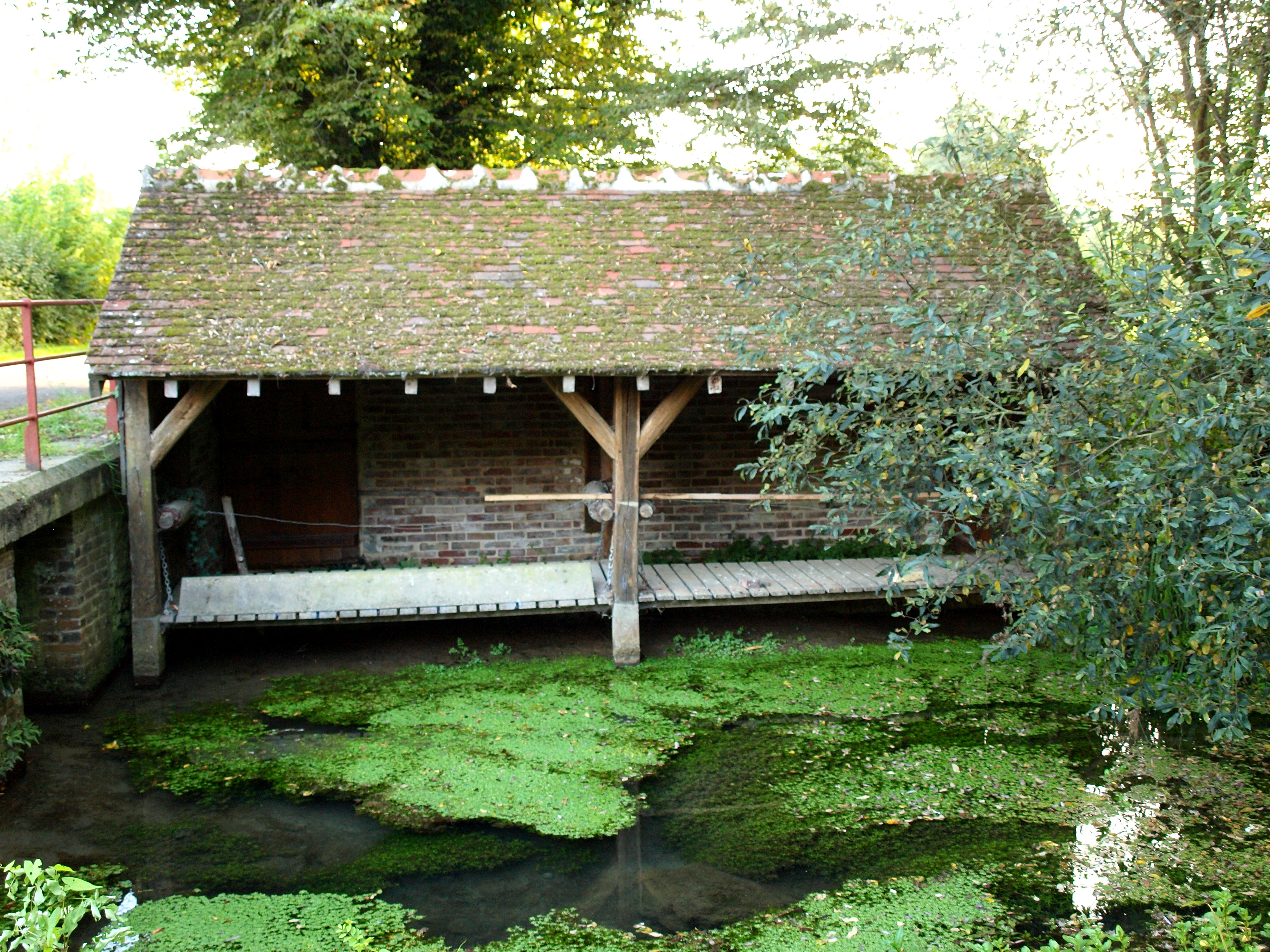
Le lavoir
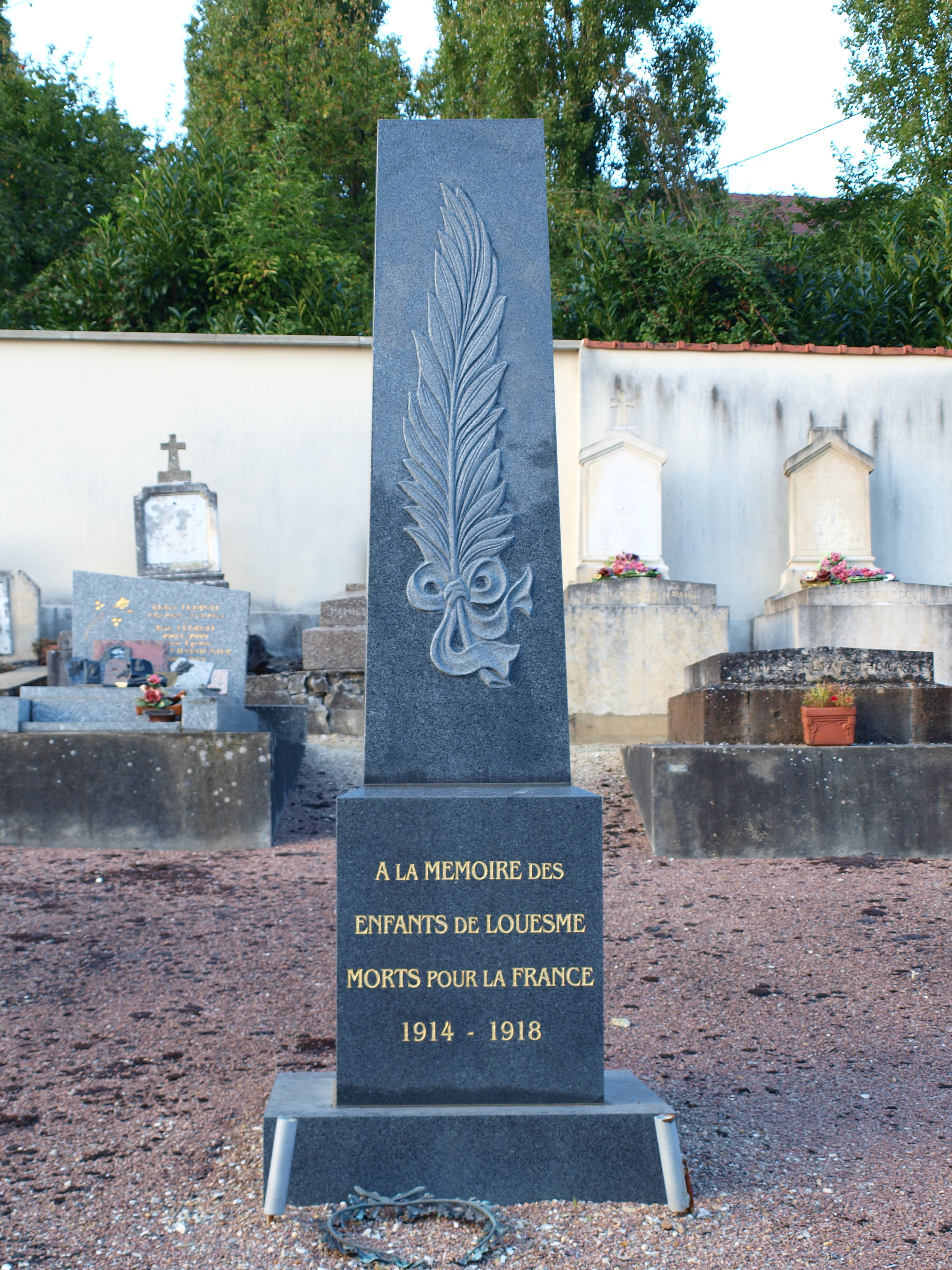
Le monument aux morts